# Табори (Алапаєвський міський округ)
Та́бори (рос. Таборы) — присілок у складі Алапаєвського міського округу (Верхня Синячиха) Свердловської області.
Населення — 137 осіб (2010, 164 у 2002).
Національний склад населення станом на 2002 рік: росіяни — 96 %.